# İsrafil Şahverdiyev
İsrafil Şahverdi oğlu Şahverdiyev (eingedeutscht Israfil Schahwerdijew; * 11. Juni 1952 im Dorf Unanovu, Rayon Laçın, Aserbaidschanische SSR, UdSSR; † 13. Januar 1994 in Füzuli, Republik Aserbaidschan) war ein aserbaidschanischer Offizier. Er starb im Ersten Bergkarabachkrieg (1992–1994) und erhielt die Auszeichnung „Nationalheld Aserbaidschans“.

## Biographie
Nach dem Ende des Militärdienstes begann Şahverdiyev im Jahr 1975 seine militärische Laufbahn als Polizist in der Stadt Laçın.
In den Anfängen bewaffneter Auseinandersetzungen im Autonomen Gebiet Bergkarabach Ende der 1980er Jahre beteiligte er sich aktiv als Ordnungshüter am Schutz der aserbaidschanischen Bevölkerung gegen die Übergriffe armenischer Einheiten sowie an der Festnahme der Mitglieder bewaffneter armenischer Gruppierungen. Einer seiner größten Verdienste war die Identifizierung und Verhaftung der armenischen Täter, die die aserbaidschanische Journalistin Salatın Əsgərova am 9. Januar 1991 im Dorf Böyük Qaladərəsi (armenisch Mets Schen) unweit von Laçın ermordet hatten.
Vom September bis November 1992 nahm Şahverdiyev an den Kämpfen um das Dorf Hoçaz (Hotschas) der Provinz Laçın teil. Mehrfach ging er dabei auf Aufklärungsmissionen.
Am 6. Januar 1994 wirkte er zusammen mit seiner Kompanie an der „Operation Horadiz“ mit, wobei es den aserbaidschanischen Einheiten gelungen war, über zwei Dutzend erst vor wenigen Monaten von Armenien besetzten Ortschaften der Provinz Füzuli zurückzuerobern. Bei einem der Gefechte wurde Şahverdiyev am 13. Januar 1994 beim Versuch, seine Kampfkameraden zu retten, von einer in unmittelbarer Nähe explodierenden Granate tödlich getroffen.
Şahverdiyev war verheiratet und hinterließ drei Kinder.

## Andenken
Per Dekret des Präsidenten Aserbaidschans vom 15. Januar 1995 wurde Şahverdiyev posthum zum Nationalhelden Aserbaidschans erklärt.
Seine Grabstätte befindet sich auf der Ehrenallee von Baku (Fəxri Xiyaban).